# Dennis Davis
Dennis Davis (New York, 28 agosto 1951 – 6 aprile 2016) è stato un batterista statunitense.
Assieme al chitarrista Carlos Alomar e al bassista George Murray formò la sezione ritmica negli album di David Bowie della seconda metà degli anni settanta. Nel corso della sua lunga carriera, occasionalmente Davis si è esibito anche come seconda voce e ha collaborato come compositore e arrangiatore.

## Biografia

### Inizi
Nato e cresciuto a Manhattan (New York), studiò batteria con i famosi Max Roach ed Elvin Jones. Nel 1967 iniziò a suonare nella Clark Terry Big Band, ma dovette ben presto interrompere la carriera per prestare servizio militare nella guerra del Vietnam, dove comunque continuò a suonare. Tornato in patria, iniziò una lunga collaborazione con il vibrafonista jazz Roy Ayers, con il quale a partire dal 1973  ha realizzato diversi album.

### David Bowie
Nel gruppo di Ayers suonava anche il chitarrista Carlos Alomar, assieme al quale Davis fu ingaggiato da David Bowie nel 1974 per l'album Young Americans. Il successivo album di Bowie Station to Station, pubblicato nel gennaio 1976, è un lavoro di transizione per l'artista inglese tra le atmosfere funk e soul di Young Americans e quelle elettroniche degli album che compongono la "Trilogia di Berlino". Per l'occasione entrò nella formazione il bassista George Murray, che con Davis e Alomar formò la sezione ritmica di tutti i successivi album di Bowie degli anni settanta. Tra i brani più importanti incisi con il musicista inglese vi sono Ashes to Ashes, Sound and Vision e "Heroes".

### Altre collaborazioni
Altre importanti collaborazioni di Davis sono state quelle con George Benson, Iggy Pop, Jermaine Jackson e soprattutto Stevie Wonder, per il quale suonò in quattro album tra il 1979 ed il 1987. Nel 2007 è uscito il suo primo album da solista, The Groovemaster.

## Discografia

### Solista
- The Groovemaster (2007)

### Collaborazioni

#### Con Roy Ayers
- Coffy (1973)
- Virgo Red (1973)
- Tear to a Smile (1975)
- Red, Black and Green (1973)
- You Send Me (1978)
- I'm the One for your Love Tonight (1987)
- Double Trouble (1992)
- Good Vibrations (1993)
- Naste′ (1995)
- Mahogany Vibe (2004)
- No Stranger to Love (2013)

#### Con George Benson
- Good King Bad (CTI, 1975)

#### Con David Bowie
- Young Americans (1975)
- Station to Station (1976)
- Low (1977)
- "Heroes" (1977)
- Stage (1978)
- Lodger (1979)
- Scary Monsters (and Super Creeps) (1980)

#### Con Ronnie Foster
- Cheshire Cat (1975)
- Love Satellite (1978)

#### Con Iggy Pop
- The Idiot (RCA, 1977)

#### Con Stevie Wonder
- Journey through the Secret Life of Plants (Motown, 1979)
- Hotter than July (Motown, 1980)
- Original Musiquarium (Motown, 1982)
- Characters (Motown, 1987)

#### Con Jermaine Jackson
- Let's Get Serious (Motown, 1980)